# Волопас II
Волопа́с II или Boo II — карликовая сфероидальная галактика, расположенная в созвездии Волопас и обнаруженная в 2007 году при обработке данных, полученных Слоановским цифровым обзором неба. Галактика находится на расстоянии около 42 кпк от Солнца и движется в сторону Солнца со скоростью 120 км/с. Она имеет приблизительно круглую форму с радиусом около 51 пк и классифицируется как карликовая сфероидальная галактика (dSph).
Волопас II — один из самых маленьких и тусклых спутников Млечного Пути — его интегральная светимость всего в 1000 раз больше, чем Солнца (абсолютная видимая величина около −2,7m), что значительно ниже, чем светимость большинства шаровых скоплений. Однако масса галактики значительна, соотношение массы к светимости составляет больше 100 M⊙/L⊙.
Звёздное население Волопаса II состоит в основном из умеренно старых звёзд, возникших 10-12 миллиардов лет назад. Металличность этих старых звёзд находится на низком уровне [Fe/H] = −1,8, что означает, что они содержат в 80 раз меньше тяжёлых элементов, чем Солнце. В настоящее время в Волопасе II нет звездообразования. До сих пор в галактике не удалось обнаружить радиолинию нейтрального водорода — верхний предел наличия нейтрального водорода составляет лишь 86 M⊙.
Волопас II расположен всего в 1,5 градуса (~ 1,6 кпк) от другой карликовой галактики — Волопаса I, хотя они вряд ли могут быть физически связаны, потому что они движутся в противоположных направлениях относительно Млечного Пути. Их относительная скорость слишком высока, около 200 км/с. Более вероятно, что Волопас II связан с Потоком Стрельца и, следовательно, с карликовой эллиптической галактикой в Стрельце (SagDEG). Волопас II может быть либо галактикой-спутником SagDEG, либо одним из её звёздных скоплений, оторванных от основной галактики 4-7 миллиардов лет назад.